# Populousserien
Populousserien är en dator- och TV-spelsserie. Första spelet släpptes 1989. och hjälpte då till att definiera genren gudssimulatorspel. 

## Spel

### Huvudserien
| Titel                                    | Släppår |
| ---------------------------------------- | ------- |
| Populous                                 | 1989    |
| Populous II: Trials of the Olympian Gods | 1991    |
| Populous: The Beginning                  | 1998    |
| Populous DS                              | 2007    |

### Fotnoter
1. ↑  ”Populous series” (på engelska). Mobygames. http://www.mobygames.com/game-group/Populous-series. Läst 23 april 2015.
2. ↑  Populous to The Sims: a history of playing god at techradar